# 신들의 만찬
《신들의 만찬》(神들의 晚餐)은 2012년 2월 4일부터 2012년 5월 20일까지 MBC에서 매주 토, 일 밤 9시 50분에 방영되었던 텔레비전 드라마이다.
현재, MBC ON에서 다시 방송 중이다.

## 등장인물

### 주요 인물
- 성유리 : 고준영(본명: 하인주) 역 (아역 : 이예선, 정민아)
- 주상욱 : 최재하 역 - 농림수산식품부 팀장
- 이상우 : 김도윤 역 (아역 : 이도현)
- 서현진 : 하인주(본명: 송연우) 역 (아역 : 박민하, 주다영)
- 전인화 : 성도희 역 - '아리랑' 4대 명장, 고준영 친모
- 김보연 : 백설희 역 - 한식 프랜차이즈 기업 '(주)사나래'의 회장, 김도윤의 어머니

### 아리랑 사람들
- 정혜선 : 선 노인 역 - '아리랑' 3대 명장
- 박상면 : 임도식 역 - 주방장
- 서이숙 : 노영심 역 - 부주방장, 찬모 담당(김치, 기본 밑반찬)
- 션 리차드 : 다니엘 역 - 육부 담당
- 최재섭 : 주현무 역 - 탕부담당
- 박정민 : 장미소 역 - 화장담당(화려한 상차림에 필요한 기술담당), 음식조각가
- 손화령 : 김신영 역 - 탕부인 현무의 보조
- 오나라 : 오수진 역 - 전부 담당

### 사나래 사람들
- 김영무 : 한민식 역 - 백설희의 수행비서
- 에드워드 권 : '사나래'의 주방장 역 (특별출연)

### 주변 인물
- 송채윤 : 정다운 역 - 준영의 친구
- 진태현 : 하인우 역 (아역 : 전준혁) - 성도희의 아들, 준영의 친오빠 (우정출연)
- 정동환 : 하영범 역 - 성도희의 남편
- 엄효섭 : 고재철 역 - 준영의 양아버지 (특별출연)
- 지남혁 : 유선호 역 - 재하의 직속 후배, 농식품부 사무관
- 연민지 : 제인 역 - 해밀의 매니저

### 그 외 인물
- 정한헌 : 농림수산식품부 차관 역
- 민준현 : 기자 역
- 박성균 : 기자 역
- 박정민 : 기자 역
- 이지영 : '아리랑'의 실장 역
- 현숙희 : '아리랑'의 이사 역
- 홍재성 : 농림수산식품부 직원 역
- 권정현 : 농림수산식품부 직원 역
- 이채민 : '아리랑' 실장 역
- 유민석 : '4대 아리랑 후계자 선정 경연대회' 심사위원 역
- 서진욱 : '4대 아리랑 후계자 선정 경연대회' 사회자 역
- 이미경
- 손희순 : '4대 아리랑 후계자 선정 경연대회' 심사위원 역
- 강문경 : '4대 아리랑 후계자 선정 경연대회' 심사위원 역
- 김두용
- 강인아
- 김나연
- 공재원 : 크루즈 직원 역
- 강재은
- 안수호 : 목걸이 훔치려는 남자 역
- 오창석
- 박진성
- 김현정 : 간호사 역
- 김하연
- 반혜라 : 선착장 부근 음식점 주인 역
- 최윤준 : 춘보 역 - 추어탕 가게 사장
- 유진성
- 허성
- 김진규
- 강찬양 : 기자 역
- 고건령
- 나종수
- 최은석
- 강성훈 : 사채업자 역
- 변예진
- 김수현
- 이지영
- 박선하
- 이정수
- 정대웅
- 임원영
- 김형찬
- 최남욱
- 장지혜
- 정은아
- 홍혜령
- 김난영 : '사나래'의 요리사 역
- 전헌태 : '사나래'의 부주방장 역
- 진유현 : '天上食本' 재현행사의 사회자 역
- 민현준
- 서지미
- 김혜란
- 최정수
- 석윤호
- 신석민
- 제임스
- 토니
- 유옥주
- 이민지
- 나현주 : '아리랑' 홀직원 역
- 김정현
- 조아라
- 최한나
- 고진명 : 수산시장 상인 역
- 이민지
- 이영실 : '아리랑'의 이사 역
- 원종례 : '아리랑'의 이사 역
- 조이 : 해외 셰프 역
- 리차드월선 : 해외 셰프 역
- 한석
- 서보익
- 김수현
- 정현석 : 호텔 직원 역
- 이경철
- 길금성 : 해밀의 경호원 역
- 김성겸
- 박광일
- 이승언
- 최성재
- 원성준
- 이희춘
- 권영경 : 준영의 양어머니 역 (사진출연)
- 박상용
- 이진화 : '아리랑'의 손님 역
- 이두경 : '아리랑'의 손님 역
- 명재환 : PD 역
- 강철성 : 해밀 푸드쇼의 PD 역
- 지민
- 이종성
- 김민경 : 한식연구회 바자회에 참석한 여자 역
- 육미라 : 한식연구회 바자회에 참석한 여자 역
- 최민금 : 이 선생님 역 - 도예가
- 남정희 : 해송장에 대해 아는 여자 역
- 이종래 : 윤 회장 역 - 한국미식가협회 회장
- 김해곤 : 국내 항공사 지상직 임원 역
- 이관영 : 한의원에 근무하는 남자 역
- ? : 수목장 관리인 역
- ? : '아리랑' 직원 역
- ? : 농림수산식품부 직원 역
- 권정현
- 최원군
- 주동희
- 서정주[1] : 간호사 역
- 최인숙 : 강 이사 역 - '사나래' 손님
- 차상미
- 김민채 : '아리랑' 손님 역
- 김정현
- 최효현 : '아리랑' 홀직원 역
- 문수종 : 심사위원 역
- 김진규
- 신지연
- 양현영
- 성인자 : 선 노인의 친구 역
- 오정원 : '사나래' 손님 역
- 김민진 : 기자 역
- 강민정 : 기자 역
- 김선은 : 기자 역
- 조석현
- 차민영
- 정계영
- 양희명
- 이예린
- 김준우
- 변정신
- 박동일
- 이승기 : 김씨 아저씨 역
- 김성훈 : 택시기사 역
- 이장무
- 강신하
- 권성현 : 해밀을 알아보는 여자 역
- 이장
- 염재욱
- 조우진

### 아역
- 이도현 : 김지윤 역 - 도윤의 쌍둥이 형
- 정태준
- 유승목 : RC카 가지고 노는 아이 역
- 미상 : 주원 역 - 공놀이 하는 아이

### 특별출연
- 이일화 : 송미영 역 - 송연우의 친모 (1회, 15~16회)
- 신구 : 이촌 역 - '天上食本'을 가지고 있는 남자 (3~4회)

## 시청률
최저 시청률과 최고 시청률은 시청률 조사회사와 지역별로 시청률에 차이가 있을 수 있습니다.
| 2012년      | 2012년      | 2012년         | 2012년       | 2012년         | 2012년       |
| 회차        | 방송일      | TNmS 시청률    | TNmS 시청률  | AGB 시청률     | AGB 시청률   |
| 회차        | 방송일      | 대한민국(전국) | 서울(수도권) | 대한민국(전국) | 서울(수도권) |
| ----------- | ----------- | -------------- | ------------ | -------------- | ------------ |
| 제1회       | 2월 4일     | 12.9%          | 15.3%        | 14.8%          | 16.4%        |
| 제2회       | 2월 5일     | 12.3%          | 15.0%        | 12.3%          | 13.5%        |
| 제3회       | 2월 11일    | 13.3%          | 16.5%        | 13.1%          | 14.5%        |
| 제4회       | 2월 12일    | 13.1%          | 16.6%        | 12.2%          | 13.2%        |
| 제5회       | 2월 18일    | 14.8%          | 17.4%        | 14.5%          | 16.1%        |
| 제6회       | 2월 19일    | 13.3%          | 16.5%        | 12.9%          | 14.5%        |
| 제7회       | 2월 25일    | 15.1%          | 17.7%        | 14.4%          | 16.6%        |
| 제8회       | 2월 26일    | 14.3%          | 16.4%        | 14.0%          | 16.2%        |
| 제9회       | 3월 3일     | 13.9%          | 16.8%        | 15.4%          | 17.6%        |
| 제10회      | 3월 4일     | 12.8%          | 14.8%        | 13.3%          | 14.3%        |
| 제11회      | 3월 10일    | 15.5%          | 18.5%        | 15.0%          | 17.1%        |
| 제12회      | 3월 11일    | 14.4%          | 16.8%        | 14.2%          | 15.3%        |
| 제13회      | 3월 17일    | 16.7%          | 18.1%        | 16.9%          | 19.8%        |
| 제14회      | 3월 18일    | 14.5%          | 18.5%        | 16.3%          | 18.2%        |
| 제15회      | 3월 24일    | 17.4%          | 21.2%        | 17.2%          | 18.7%        |
| 제16회      | 3월 25일    | 15.0%          | 18.9%        | 16.4%          | 17.9%        |
| 제17회      | 3월 31일    | 14.0%          | 17.1%        | 15.5%          | 16.2%        |
| 제18회      | 4월 1일     | 13.5%          | 16.4%        | 15.7%          | 17.6%        |
| 제19회      | 4월 7일     | 15.2%          | 19.1%        | 15.3%          | 17.1%        |
| 제20회      | 4월 8일     | 15.4%          | 19.0%        | 16.9%          | 19.1%        |
| 제21회      | 4월 14일    | 17.3%          | 20.2%        | 16.4%          | 18.0%        |
| 제22회      | 4월 15일    | 15.8%          | 19.1%        | 17.0%          | 19.1%        |
| 제23회      | 4월 21일    | 16.0%          | 18.8%        | 17.3%          | 19.1%        |
| 제24회      | 4월 22일    | 17.3%          | 20.1%        | 17.2%          | 19.4%        |
| 제25회      | 4월 28일    | 17.0%          | 20.1%        | 18.2%          | 19.8%        |
| 제26회      | 4월 29일    | 15.6%          | 18.3%        | 17.8%          | 20.1%        |
| 제27회      | 5월 5일     | 16.7%          | 20.7%        | 19.2%          | 21.4%        |
| 제28회      | 5월 6일     | 17.4%          | 20.4%        | 19.1%          | 21.4%        |
| 제29회      | 5월 12일    | 17.2%          | 20.8%        | 19.0%          | 21.3%        |
| 제30회      | 5월 13일    | 17.9%          | 21.8%        | 20.4%          | 22.8%        |
| 제31회      | 5월 19일    | 17.8%          | 20.4%        | 18.1%          | 19.8%        |
| 제32회      | 5월 20일    | 18.3%          | 21.9%        | 19.5%          | 21.7%        |
| 평균 시청률 | 평균 시청률 | 15.4%          | 18.4%        | 16.1%          | 17.9%        |

## 수상
- 2012년 MBC 연기대상 특별기획 부문 여자 최우수상 성유리
- 2012년 MBC 연기대상 특별기획 부문 남자 우수상 이상우
- 2012년 MBC 연기대상 여자 황금연기상 전인화

## 같이 보기
- 폼나게 살거야 (SBS TV)
- 바보엄마 (SBS TV)
- 광개토태왕 (KBS 1TV)